# Rødtop
Rødtop (Odontites) er en slægt af planter, der består af omkring 30 arter, hvoraf en enkelt findes vildtvoksende i Danmark. 

## Arter
Den danske art i slægten:
- Mark-Rødtop (Odontites vernus)